# Восьи
Во́сьи (от нивх. «о́зе» — «изгиб, излучина реки») — река в Сахалинской области России, правый приток реки Тыми.

## Происхождение гидронима
Гидроним происходит от нивхского названия реки «Озе» и видоизменён русскоязычным населением района.

## География
Исток Восьи расположен в северной части Восточно-Сахалинских гор, на Набильском хребте, близ горы Курган. Протекает в северо-западном направлении по территории Тымовского городского округа. Впадает в Тымь в 156 км от её устья. Населённых пунктов на реке нет. В нижнем течении пересекается линией Дальневосточной железной дороги (Сахалинский регион). Длина реки составляет 29 км, площадь водосборного бассейна — 208 км². В верховьях реки в 2005 году Восьи впервые обнаружены археологические стоянки позднего плейстоцена: Восьи-2 и Восьи-3.

## Данные водного реестра
По данным государственного водного реестра России и геоинформационной системы водохозяйственного районирования территории РФ, подготовленной Федеральным агентством водных ресурсов:
- Бассейновый округ — Амурский
- Речной бассейн — бассейны рек острова Сахалин
- Речной подбассейн — отсутствует
- Водохозяйственный участок — водные объекты острова Сахалин без бассейна реки Сусуя
- Код водного объекта — 20050000212118300001330